# Gan (zespół muzyczny)
Treść tego artykułu może nie być zgodna z zasadami neutralnego punktu widzenia.
 Po wyeliminowaniu niedoskonałości należy usunąć szablon {{Dopracować}} z tego artykułu.
GAN – polski zespół muzyczny grający rockową muzykę patriotyczną i tożsamościową. Zespół został założony w 2013 r. w Szczecinie. Pod względem kompozycji muzycznych prezentowane utwory są klasyfikowane jako hard rock, punk rock, oi!, ale też i inne nurty muzyczne. Część publicystów zalicza tę grupę także do nurtu RAC. Zespół koncertował w Polsce i za granicą, np. w Szkocji i Czechach. Kilkukrotnie był uczestnikiem festiwalu Orle Gniazdo oraz uczestniczył w festiwalu Jedność to Siła.

## Historia, występy
Zespół muzyczny GAN został założony w 2013 r. (maj) i to natychmiast po rozwiązaniu zespołu The Blakauts w niezmienionym składzie osobowym. Miało to miejsce w Szczecinie. Od drugiej próby nowego zespołu do składu dołączyła Mucha, ale po kilku próbach z zespołem pożegnał się Smalec, który uznał, iż zwyczajnie nie podoła ze względu na brak czasu.
W tym okresie zespół koncertował w Polsce (dwa koncerty) i w Szkocji (również dwa koncerty) oraz w Czechach (Brno). W styczniu 2014 r. ukazał się ich pierwszy debiutancki album zatytułowany „Przeklęty Polak”. W 2017 r. wydany został drugi album zespołu pod tytułem „Wilcze Czasy”.
Zespół GAN występował kilkukrotnie na festiwalu „Orle Gniazdo”. Miało to miejsce podczas edycji II z 2014 r., która obywała się od 3 do 6 lipca w Kępie koło Żytna, w powiecie radomszczańskim, w edycji IV z 2016 r., która trwała od 15 do 17 lipca, w tym samym miejscu co wyżej wymieniona II edycja, w edycji V z 2017 r., trwającej od 14 do 15 lipca, organizowanej w tym samym miejscu od dwie wymienione poprzednie edycje. Grupa uczestniczyła także w drugiej edycji festiwalu muzycznego „Jedność to Siła”, który odbywał się w dniach od 8 do 9.08.2014 r. w Zwierzewie koło Ostródy.
Inne, przykładowe koncerty zespołu GAN:
- 2014-12-13: Łódź, koncert na zakończenie marszu „Idzie Antykomuna”, inni wykonawcy: Irydion, Basti, Rete, Lukasyno[16]
- 2014/2015: Łódź, Ostróda, trójmiasto[2]
- 2015-05-02: Knurów, klub Grzejnik, poprzedzony prelekcją redaktora Stowarzyszenia Dziennikarzy Polskich i znawcy historii ziemi śląskiej – Tadeusza Puchałki[17]
- 2018-11-03: Stargard, Stargardzkie Centrum Kultury[18]
- 2024-03-16: Gliwice, Klub Powstańcza[19][20]

## Skład i powiązania

### Członkowie zespołu
Członkowie zespołu z całego okresu czasu i ich funkcja w zespole:
- Adam: gitarzysta (gitara elektryczna)[4][21][22] (Adaś[2])
- Dmuchacz: perkusista (perkusja)[4][21][23][24] (Paweł Boguszewski, Fat Beat[23][24])
- Maks: gitarzysta (gitara elektryczna), wokalista[4][21][25] (Maks Boguszewski, Max[25])
- Marek: basista (gitara basowa)[4][21][26]
- Miro: basista (gitara basowa)[27][28] (Mirek[2])
- Mucha: wokalistka[4][21][29] (Anna Boguszewska, Muu[29])
- Smalec: wokalista[1][30][31] (Dariusz Tkaczyk[30][31]).

### Składy zespołu
Składy zespołu w określonych momentach czasu:
- 2013 r., pierwszy skład:  Dmuchacz, Maks, Miro, Smalec[1]
- 2013 r., drugi skład:  Dmuchacz, Maks, Miro, Mucha, Smalec[1]
- 2013 r., trzeci skład / 2014 r.:  Dmuchacz, Maks, Miro, Mucha[1][27]
- 2017 r.: Adam, Dmuchacz, Maks, Marek, Mucha[21]

### Powiązania
Niektórzy członkowie zespołu GAN w swojej karierze uczestniczyli także w innych projektach muzycznych, a mianowicie:
- Maks Boguszewski, Maks, Max: The Blakauts, The Freaks, The Junkers[4][25]
- Miro: The Blakauts[28]
- Anna Boguszewska, Mucha: The Freaks, The Junkers[4][29]
- Paweł Boguszewski, Fat Beat, Dmuchacz: Anti Dread, The Analogs, The Blakauts, WC[4][23][24]
- Dariusz Tkaczyk, Smalec: The Analogs, The Blakauts, The Junkers[30][31].

Przy realizacji obu albumów zespół współpracował z Maciejem Kiersznickim, który wykonał miksowanie i mastering nagranego materiału. Wykonywał on takie zadania także dla wielu innych zespołów, a sam będąc także muzykiem (pseudonimy artystyczne: CL-boy, Chlorek), współtworzył kilka kapel, w tym przykładowo Anti Dread, Road Trip's Over czy Street Chaos.
W zakresie wydawcy, z którym zespół współpracuje, jest to Olifant Records, a członkowie grupy z jego szefem Bosym są na stopie koleżeńskiej od wielu lat.

## Twórczość
Muzyka tworzona przez zespół to rock z przekazem patriotycznym i tożsamościowym. Prezentowana przez kapelę kompozycje muzyczne przypisywane są do takich gatunków muzycznych jak hard rock, punk rock i oi!. W repertuarze znajduje się także cover pochodzącego z Belgii zespołu Kill Baby, Kill! zaliczanego do sceny RAC. Są więc także wskazania i opinie niektórych publicystów, że GAN jest zespołem, który należy zaliczyć do sceny RAC. A oprócz wyżej wymienionych nurtów muzycznych, w kompozycjach dostrzega się także elementy muzyki metalowej i rock&roll'a.
Treść utworów zawiera przede wszystkim przekaz patriotyczny i tożsamościowy. Są utwory dotyczące polskiej historii, polskich bohaterów narodowych, ważnych dla ojczyzny postaciach, ale i samej Polski współczesnej oraz rzeczywistości w niej panującej do jakiej doprowadzili rządzący przedstawianych w utworach o tematyce politycznej i społecznej. I takie założenie dotyczące treści i przekazu piosenek było podjęte przez członków zespołu od początku istnienia kapeli.

## Nazwa
Nazwa własna zespołu GAN nie jest przypadkowa lecz związana z tematyką poruszaną w jego utworach, a w szczególności kwestii pamięci o polskich bohaterach narodowych. Słowo „Gan” było bowiem pseudonimem konspiracyjnym kondotiera Rafała Ganowicza (Rafał Gan-Ganowicz) i równocześnie jest tytułem piosenki o nim, która powstałą na długo przed powstaniem zespołu. Jest on niewątpliwie jednym z polskich bohaterów, którzy walczyli czynnie z komunistycznym reżimem, zarówno z bronią w ręku, jak i słowem. Odnosił na tym polu znaczące sukcesy. Już w pierwszym albumie grupy „Przeklęty Polak” znalazła się właśnie ta piosenka jemu właśnie poświęcona (utwór nr 1 na płycie pod tytułem „Gan”).

## Autorzy muzyki i tekstów
Kompozycje muzyczne prezentowane w utworach zespołu GAN są przede wszystkim ich własnym dorobkiem twórczym. Są jednak w repertuarze kapeli także utwory innych wykonawców. Przykładem jest utwór „Diversity” z albumu „Wilcze Czasy”, który jest coverem utworu zespołu Kill Baby, Kill! z Belgii.
Także jeżeli chodzi o twórców tekstów, to dominują piosenki własnego autorstwa, choć tu również wykorzystywane są teksty autorów zewnętrznych. W tym zakresie początkowo autorem większości tekstów był Maks, później sporo pracy leżało po stronie Muchy, choć przy pierwszym albumie muzycznym pomagali również bliscy członków zespołu. Natomiast pośród zewnętrznych autorów tekstów można wymienić następujące osoby: Henryk Jerzy Stellmaszyk ("Tygrys") – utwór „Blada Ballada”, Andrzej Kołakowski – utwór „Rozstrzelana armia”, Anja Kilmister – utwory „Westerplatte”, „Rzeź wołyńska cz. 1”, Stanisław Rybka-Marius – utwór „Hymn do Bałtyku”. Tekst do utworu „Gan” o Rafale Ganowiczu napisał Maks i to już w 2008 r. na długo przed powstaniem kapeli.

## Dyskografia

### Dyskografia zespołu
Albumy muzyczne:
- „Przeklęty Polak”: 2014 r., Olifant Records, 055, płyta kompaktowa[4][5][6]
- „Wilcze Czasy”: 2017 r., Olifant Records, 113, Olifant Records 113, OR-CD 113, płyta kompaktowa[4][8][9]
- Próba akustyczna: 2021 r., kompilacja[4][41].

### Składanki
Składanki, kompilacje:
- „Muzyka ulicy muzyka dla mas vol. 3”: 2014 r., płyta kompaktowa, wytwórnia Olifant Records (identyfikator albumu: Olifant Records 58, T-4749, Olifant Records 058), seria: „Muzyka ulicy muzyka dla mas”[43][44]
- „Muzyka ulicy muzyka dla mas vol. 4”: 2016 r., płyta kompaktowa, kaseta magnetofonowa, wytwórnia Olifant Records (identyfikator albumu: 079)[45][46]
- „Solidarni z górnikami”: 2017 r., Nasz Sklep, Gallus Store, NS008, 2007985912 (GM Records), jedna płyta kompaktowa[47]
- „Festiwal Orle Gniazdo – Wydanie jubileuszowe”: 2017 r., Not On Label, jedna płyta kompaktowa[48]
- „U Boku Bartka”. Hołd Muzyczny Dla Zgrupowania NSZ: 2017 r., Wydawnictwo Miles, dwie płyty kompaktowe[49].

## Odbiór i opinie
Zespół GAN tworzy muzykę zaliczaną do gatunku muzycznego jakim jest rock, z przekazem patriotycznym i tożsamościowym. Kompozycje muzyczne przypisywane są do takich nurtów w jego obrębie jak hard rock, punk rock i oi!, a także RAC. W zakresie tak określonej sceny muzycznej pojawiają się w stosunku do zespołu, w niektórych opracowaniach czy publikacjach, określenia takie jak „legendarny”. Jak zauważają niektórzy krytycy muzyczni drugi z albumów, w stosunku do pierwszego, ma ostrzejsze bezmiernie wyraźnie nawiązujące do heavy metalu. Pośród utworów, o które najczęściej proszą odbiorcy muzyki, zespół wymienia takie pieśni jak „Gan”, „Słowiański temperament”, „Generał Maczek i jego pancerni”, „Westerplatte”, „Rozstrzelana armia”.

## Kontrowersje

### Ataki na zespół
Mimo że w tekstach utworów zespołu GAN, nie ma treści, którą można by uznać wprost za kontrowersyjną np. z powodu rzekomego propagowania faszyzmu, tak jak to ma miejsce w odniesieniu do zespołów RAC z lat 90. XX wieku, to jednak sam zespół stojący twardo na gruncie patriotyzmu, tożsamości narodowej, antykomunizmu, czy wartości społecznych oraz przede wszystkim określonych poglądów politycznych odbiegających od lewackiej czy liberalnej propagandy, jest mocno krytykowany i napiętnowany przez takie właśnie środowiska lewackie oraz liberalne. Z tego powodu podobnie jak w przypadku wielu innych zespołów tej sceny ich działalność bywa ograniczana, są próby przeszkadzania czy uniemożliwiania jej prowadzenia, choćby przykładowo w zakresie koncertów, które niejednokrotnie są organizowane tak zwaną „pocztą pantoflową”. Także mainstreamowe media o takich poglądach, jak Gazeta Wyborcza i TVN, atakują zespół za ich patriotyczną, tożsamością i społeczną postawę. Istnieją również tezy o popularności zespołu pośród neonazistów, oczywiście nie poparte jakimikolwiek badaniami. Natomiast z łatwością rzucane są oskarżenia o wydźwięku rasistowskim niektórych piosenek, ale jak sami adwersarze przyznają, wynika to raczej z wypowiedzi muzyków poza przekazem płynącym z utworów, z których wynika, że mają ostrożny i pełen obaw stosunek do obcokrajowców oraz zjawiska ich migracji do Polski.

### Oskarżenia wobec Muchy
W 2018 r. pojawiła się, opisywana także w niektórych mediach, następnie podjęta przez prokuraturę, sprawa rzekomego nawoływania przez Muchę do zamordowania Donalda Tuska. Sytuacja taka miała mieć miejsce podczas występu zespołu GAN na festiwalu Orle Gniazdo w 2017 r. [Mucha pracowała ówcześnie w szczecińskim Sądzie Okręgowym jako protokolantka i miała w pracy dobrą opinię,  będąc oceniana jako sumienna pracownica i dobra protokolantka. Rzekomo podczas koncertu przed wykonaniem ostatniego utworu wokalistka miała wykrzyczeć słowa: "Słuchajcie, ostatni numer. O tym czerwonym, rudym sk...ysynu jeb... zdrajcy, pomietle kur... Merkelowej. Tusk! Zaje... go kur... nożem prosto w serce". Takie podejrzenia padły na wokalistkę po reportażu na temat polskich neonazistów powstałym w TVN24 (zajście ujawnili dziennikarze TVN w programie „Superwizjer”). Nie było w nim jednak nagrania z taką wypowiedzią artystki. Po zaistnieniu tej sprawy Anna B. złożyła wypowiedzenie umowy o pracę. Prokuratura postawiła zarzut nawoływania do popełnienia przestępstwa z art. 255 par. 2 kodeksu karnego (zarzut dotyczący do publicznego nawoływania do popełnienia zbrodni zabójstwa). Mucha nie przyznała się do winy i złożyła wyjaśnienia. Wokalistka przegrała sprawę sądową. Następnie przeprowadzona została zbiórka pieniędzy na pomoc finansową dla niej.

## Muzycy o sobie
Pośród wartości, jakie członkowie zespołu cenią i chcą w swojej działalności artystycznej propagować jest Polska, patriotyzm, tożsamość, wartości społeczne. Ale także do nie mniej ważnych spraw w ich życiu, które powinny być także doceniane i pielęgnowane przez każdego świadomego człowieka, należą takie jak rodzina, przyjaciele, zespół i twórczość, zdrowie. No i we współczesnym świecie oczywiście nie można także pominąć kwestii pieniędzy. Wokalista zespołu, Mucha, na pytanie dlaczego właśnie rock patriotyczny, tożsamościowy odpowiada, że między innymi po to żeby wzbudzić chęć do poznania swojej historii, znalezienia odpowiedzi na wiele pytań, ale też przede wszystkim po to żeby Polska nie zginęła.
Jeśli chodzi o politykę i ewentualnie organizacje polityczne, które członkowie zespołu popierają, to choć sami nie angażują się bezpośrednio w takowe, to jednak współpracują z wzajemnością w mniejszym lub większym zakresie i w tym kontekście wymieniają takie jak Ruch Narodowy, Niklot, Młodzież Wszechpolska, ONR, a z osób Marian Kowalski. W tym wszystkim znaczenie mają osobiste znajomości oparte często na koleżeńskich relacjach, wzajemnej pomocy przy organizacji koncertów, wsparciu, promocji itp. działaniach. Ponadto Maks wymienia swoje wsparcie i kibicowanie dla telewizji internetowej „Idź pod Prąd”. W wypowiedziach można także usłyszeć zdecydowany sprzeciw wobec imigracji, krytykę wobec liberalnych i lewicowych partii oraz organizacji politycznych, a także wątpliwości dotyczące tak szerokiej pomocy Ukrainie, w tym przyjmowaniu tak dużej ilości uchodźców oraz możliwości braterstwa między Polakami a Ukranińcami.